# 7238 Kobori
A 7238 Kobori (ideiglenes jelöléssel 1989 OA) a Naprendszer kisbolygóövében található aszteroida. Y. Mizuno, T. Furuta fedezte fel 1989. július 27-én.